# Коллекционирование живописи
Коллекционирование живописи — коллекционирование (собирательство) произведений живописи.
Объясняется различными социальными (инвестирование капитала в предметы с потенциально возрастающей стоимостью) и психологическими мотивами (стремлением к доминированию, компенсационными механизмами) и преследует разные цели.
Коллекционирование произведений живущих художников является разновидностью меценатства и оказывает влияние на развитие определённых направлений в живописи. Считается, что развитию реалистической живописи передвижников в значительной мере способствовала коллекционерская деятельность П. М. Третьякова. Аналогичный эффект вызвало коллекционирование Дюран-Рюэлем и С. И. Щукиным картин импрессионистов, постимпрессионистов, Матисса и других французских живописцев.
Согласно докладу The World Wealth Report 2010, подготовленному компаниями Capgemini и Merrill Lynch, интерес миллионеров к инвестициям в искусство, как никогда, высок. По словам Илианы ван дер Линде (Ileana van der Linde), руководившей этим исследовательским проектом, искусство стало самым популярным сегментом рынка passion investments («инвестиций в свою страсть»). Миллионеры, число которых увеличилось в прошлом году на 17 процентов, «не доверяют финансовым рынкам и регулирующим органам и хотят вкладываться в материальные ценности».
Данные, на основе которых был составлен доклад, получены от 1200 управляющих активами; они представляют 150 тысяч клиентов из 71 страны. Выяснилось, что среднестатистический миллионер вкладывает в активы, относящиеся к passion investments, около трети своих средств; более четверти опрошенных (29,8 %) заявили, что самые состоятельные их клиенты предпочитают именно инвестиции в искусство.
Произведения искусства и другие коллекционные предметы, такие как золотые изделия и драгоценные камни, традиционно привлекают покупателей с «развивающихся» рынков. Ван дер Линде приводит в пример китайских «новых богатых», которые скупают творения мастеров своей страны, рассматривая эти вложения как инвестиции и инфляционный хедж. Тренд подхватили «зрелые» рынки: самой выгодной «страстью» искусство считают 37,4 процента европейских и 31,1 процента американских миллионеров. По мнению Майкла Пламмера (Michael Plummer) из компании Artvest Partners, это можно рассматривать как коренной перелом в отношении к искусству как к активу в западном обществе.
90 процентов богатых, о которых рассказывается в докладе, имеют инвестируемые активы (в число которых не входит основное место проживания) стоимостью от 1 до 5 миллионов долларов. То есть 20 миллионов долларов на одну картину они потратить никак не смогут, и их инвестиции будут в основном осуществляться в более доступном сегменте арт-рынка. Искусство остаётся сферой внимания номер один только для «ультрабогатых» (30 миллионов и выше), которые составляют всего 1 процент, но владеют 35 процентами совокупного состояния всех миллионеров. Более половины миллионеров (56 %) заявили при этом, что непрозрачность и нерегулируемость арт-рынка не дает им участвовать в нём более активно. 63 % утверждают, что вкладывали бы в искусство чаще, если бы у них было больше возможности получать рекомендации квалифицированных специалистов.